# Bugs Bunny costruzioni
Bugs Bunny costruzioni (Bugs Bunny Builders) è una serie televisiva d'animazione prodotta dalla Warner Bros. Animation e basata sui personaggi delle serie Looney Tunes e Merrie Melodies. Ha fatto il suo debutto il 25 luglio 2022 su Cartoonito e il 26 su Max. È la seconda serie prescolare dei Looney Tunes dopo la serie animata Baby Looney Tunes del 2002. In Italia è stata trasmessa in anteprima il 6 gennaio 2023 su Boomerang e in chiaro dal 5 settembre su Cartoonito.

## Trama
Nella stravagante cittadina di Looneyburg, Bugs Bunny, Lola Bunny, Daffy Duck, Porky Pig e Titti gestiscono una compagnia di costruzione chiamata ACME per realizzare i veicoli e le attrazioni più folli di sempre.

## Personaggi e doppiatori
| Personaggio        | Doppiatore originale         | Doppiatore italiano |
| ------------------ | ---------------------------- | ------------------- |
| Bugs Bunny         | Eric Bauza                   | Davide Garbolino    |
| Daffy Duck         | Eric Bauza                   | Alessio De Filippis |
| Titti              | Eric Bauza                   | Ilaria Latini       |
| Marvin il Marziano | Eric Bauza                   | Mino Caprio         |
| Silvestro          | Jeff Bergman                 | Davide Perino       |
| Foghorn Leghorn    | Jeff Bergman                 | Dario Oppido        |
| Porky Pig          | Bob Bergen                   | Federico Di Pofi    |
| Cecil Tartaruga    | Bob Bergen                   | Francesco Bulckaen  |
| Willy il Coyote    | Keith Ferguson               | Davide Perino       |
| Lola Bunny         | Chandni Parekh               | Tiziana Martello    |
| Taz                | Fred Tatasciore              | Dario Oppido        |
| Petunia Pig        | Alex Cazares                 | Serena Sigismondo   |
| Beep Beep          | Paul Julian (audio archivio) | originale           |

## Episodi
Prima Stagione
| N° | Titolo originale                | Titolo italiano                     | Prima TV originale | Prima TV Italia |
| -- | ------------------------------- | ----------------------------------- | ------------------ | --------------- |
| 1  | Splash Zone                     | Il nuovo scivolo                    | 25 luglio 2022     |                 |
| 2  | Ice Cream                       | Il gelato quasi perfetto            | 25 luglio 2022     |                 |
| 3  | Race Track Race                 | Il sogno di Daffy                   | 25 luglio 2022     |                 |
| 4  | Dino Fright                     | Le paure di Titti                   | 25 luglio 2022     |                 |
| 5  | Snow Cap                        | La casa di ghiaccio                 | 25 luglio 2022     |                 |
| 6  | Tweety-Go-Round                 | La giostra                          | 25 luglio 2022     |                 |
| 7  | Smash House                     | La casa indistruttibile             | 25 luglio 2022     |                 |
| 8  | Play Day                        | Il parco giochi                     | 25 luglio 2022     |                 |
| 9  | Rock On                         | Un lavoro impegnativo               | 26 settembre 2022  |                 |
| 10 | Buzz In                         | Al lavoro con Bizzy                 | 27 settembre 2022  |                 |
| 11 | Stories                         | Paura dell'altezza                  | 28 settembre 2022  |                 |
| 12 | Cheesy Peasy                    | Una montagna di formaggio           | 29 settembre 2022  |                 |
| 13 | Looney Science                  | Il museo della scienza              | 30 settembre 2022  |                 |
| 14 | Big Feet                        | Il mostro della foresta             | 31 ottobre 2022    |                 |
| 15 | Squirreled Away                 | Uno scoiattolo disordinato          | 1º novembre 2022   |                 |
| 16 | Beach Battle                    | Castelli di sabbia                  | 2 novembre 2022    |                 |
| 17 | Game Time                       | Un gioco irresistibile              | 3 novembre 2022    |                 |
| 18 | Soup Up                         | Pollice verde                       | 4 novembre 2022    |                 |
| 19 | Looneyburg Lights:Parts 1 and 2 | Il festival delle luci: Parti 1 e 2 | 5 dicembre 2022    | 6 gennaio 2023  |
| 20 | Looneyburg Lights:Parts 1 and 2 | Il festival delle luci: Parti 1 e 2 | 5 dicembre 2022    | 6 gennaio 2023  |
| 21 | Blast Off                       | Un'astronave per Marvin             | 17 aprile 2023     | 17 luglio 2023  |
| 22 | K-9: Space Puppy                | Viaggio su Marte                    | 17 aprile 2023     |                 |
| 23 | Cousin Billy                    | La cugina Billy                     | 17 aprile 2023     |                 |
| 24 | Cheddar Days                    | Formaggio a volontà                 | 17 aprile 2023     |                 |
| 25 | Taz Recycle                     | Un veicolo per Taz                  | 17 aprile 2023     |                 |
| 26 | Sea School                      | La scuola sottomarina               | 5 giugno 2023      |                 |
| 27 | Party Boat                      | La barca                            | 12 giugno 2023     |                 |
| 28 | Mail Whale                      | Il furgone postale                  | 19 giugno 2023     |                 |
| 29 | Underwater Star                 | Giochi sott'acqua                   | 19 giugno 2023     |                 |
| 30 | Bright Light                    | Il faro                             | 26 giugno 2023     |                 |
| 31 | Mini Golf                       | La buca perfetta                    | 7 agosto 2023      |                 |
| 32 | Goofballs                       | La baita                            | 14 agosto 2023     |                 |
| 33 | Skate Park                      | Lo skate park                       | 21 agosto 2023     |                 |
| 34 | Batty Kathy                     | Lo studio radiofonico               | 28 agosto 2023     |                 |
| 35 | Honey Bunny                     | L'alveare                           | 4 settembre 2023   |                 |
| 36 | Castle Hassle                   | Il castello gonfiabile              | 27 novembre 2023   |                 |
| 37 | Catwalk                         | La sfilata                          | 28 novembre 2023   |                 |
| 38 | Dim Sum                         | Il ristorante mobile                | 29 novembre 2023   |                 |
| 39 | Crane Game                      | Il dilemma di Titti                 | 30 novembre 2023   |                 |
| 40 | Speedy                          | Lo stadio                           | 1 dicembre 2023    |                 |

Seconda Stagione
| N° | Titolo Originale       | Titolo Italiano           | Prima TV originale | Prima TV Italia  |
| -- | ---------------------- | ------------------------- | ------------------ | ---------------- |
| 1  | The Easter Bunnies     | Pasqua a Looneyburg       | 25 marzo 2024      | aprile 2024      |
| 2  | Junior                 | La Cameretta dei Sogni    | 26 marzo 2024      | aprile 2024      |
| 3  | Looney Moon            | La Looney Luna            | 27 marzo 2024      | aprile 2024      |
| 4  | Glamp Out              | Una tenda enorme          | 28 marzo 2024      | aprile 2024      |
| 5  | Outer Space            | Problemi Rumorosi         | 29 marzo 2024      | aprile 2024      |
| 6  | The Great Flying Flea  | Il circo delle pulci      | 6 agosto 2024      | 20 giugno 2024   |
| 7  | The Snuffles           | Il cinema all'aperto      | 7 agosto 2024      | 21 giugno 2024   |
| 8  | Rainy Day              | Il Temporale              | 8 agosto 2024      | 21 giugno 2024   |
| 9  | Bugs and the Beanstalk | Il Castello tra le Nuvole | 9 agosto 2024      | 20 giugno 2024   |
| 10 | Jazz Hooves            | Il Saggio di Danza        | 24 gennaio 2025    | 31 ottobre 2024  |
| 11 | Looney Games           | I Giochi Looney           | 10 luglio 2024     | 10 giugno 2024   |
| 12 | Roller Disco           | Una Discoteca Speciale    | 11 marzo 2025      | 1 novembre 2024  |
| 13 | Grandpa Oink           | Nonno Pig                 | 12 marzo 2025      | 4 novembre 2024  |
| 14 | Hare Ball              | Un gioco spaziale         | 13 marzo 2025      | 5 novembre 2024  |
| 15 | Squeaky Clean          | L'autolavaggio            | 14 marzo 2025      | 25 dicembre 2024 |
| 16 | Prizeworthy Birdie     | Il Luna Park              | 14 aprile 2025     | 26 dicembre 2024 |
| 17 | Cake Bake              | Una Torta Gigante         | 15 aprile 2025     | 27 dicembre 2024 |
| 18 | Porky Perfect Parade   | La Parata Floreale        | 16 aprile 2025     | 28 dicembre 2024 |
| 19 | Coaster Contest        | Le montagne russe         | 17 aprile 2025     | 30 giugno 2025   |
| 20 | Sam's Stilyn' Salon    | Il Salone di Sam          | 18 aprile 2025     | 1 luglio 2025    |
| 21 | Polar Plunge           | Lavoro in Montagna        | 12 maggio 2025     | 2 luglio 2025    |
| 22 | This Sand Is Your Sand | Una Casa Per Willy        | 13 maggio 2025     | 3 luglio 2025    |
| 23 | Fire Fighters          | Vigili del Fuoco          | 14 maggio 2025     | 4 luglio 2025    |
| 24 | Beignet Day            |                           | 15 maggio 2025     |                  |
| 25 | Pauleen's Pins         |                           | 16 maggio 2025     |                  |
| 26 | Coconut Hut            |                           |                    |                  |
| 27 | Balloon Voyage         |                           |                    |                  |